# Mlądz (Otwock)
Mlądz – część miasta Otwock. Leży w północnej części miasta, przy granicy z Emowem (Mądralinem). Obszar ten zamieszkuje około 2000 mieszkańców; leży nad rzeką Świder.

## Historia
Najstarsze ślady człowieka w tym rejonie datowane są na okres halsztacki i lateński. Z obydwóch okresów pochodzą groby kloszowe, odkryte na terenie Mlądza.
Wieś szlachecka położona była w drugiej połowie XVI wieku w powiecie czerskim ziemi czerskiej województwa mazowieckiego.
Dziedzice wsi Mlądz:
...”Jakób, dziedzic wsi Mlądz, miał synów, Franciszka i Gabryela; po Franciszku z Anny Glinieckiej synowie: Andrzej, Marcin, Prandota, żonaty z Jadwigą Przedworską 1607 rok, Waleryan i Wojciech, dziedzic części wsi Mlądz 1591 rok i z nich Marcin pozostawił syna Franciszka, żonatego z Agnieszką Borowską, a Waleryan miał córki: Annę, Helenę, Krystynę żonę Tomasza Parolewicza- Wasieńczeweicza, Zofię i syna Aleksandra..., Po Jakóbie córka Jadwiga za Floryanem Miastkowskim 1590 roku i syn Krzysztof. Anna, żona Jarosława Łukomskiego, podkomorzego lidzkiego 1590 roku. Po Macieju synowie Andrzej i Piotr, dziedzice na Mlądzu i Woli Mlądzkiej i z nich Andrzej zapisał 1597 roku dożywocie żonie Zofii Oczkównie”.
Mlądz był jedną spośród 718 wsi, zaznaczonych na mapach dawnego województwa mazowieckiego z drugiej połowy XVI wieku. Należał do drobnej szlachty folwarcznej. Nazwa nawiązuje do młyna mielącego zboże. W 1958 został przyłączony do Otwocka.

### Historia administracyjna
W latach 1867–1952 wieś w gminie Wiązowna. W 1921 roku Mlądz liczył 523 stałych mieszkańców.
20 października 1933 utworzono gromadę Mlądz w granicach gminy Wiązowna, składającą się z wsi Mlądz, kolonii Topolin, kolonii Kilińskie, kolonii Teklin, kolonii Prima, kolonii Moje Złotko, kolonii Torczynek, kolonii Ziemin, kolonii Kochowo, kolonii Longinówka i kolonii Sokół.
Podczas II wojny światowej w Generalnym Gubernatorstwie, w dystrykcie warszawskim. W 1943 gromada Mlądz liczyła 1009 mieszkańców.
1 lipca 1952, w związku z likwidacją powiatu warszawskiego, gminę Wiązowna (z Mlądzem) włączono do nowo utworzonego powiatu miejsko-uzdrowiskowego Otwock, gdzie gmina ta została przekształcona w jedną z jego ośmiu jednostek składowych – dzielnicę Wiązowna. Jedynie mała część gromady Mlądz (osiedle Teklin) została włączona do miasta Otwocka w tymże powiecie.
Dzielnica Wiązowna przetrwała do końca 1957 roku, czyli do chwili zniesienia powiatu miejsko-uzdrowiskowego Otwock i przekształcenia go w powiat otwocki. 1 stycznia 1958 ze zniesionej dzielnicy Wiązowna (którą równocześnie przekształcono w gromadę Wiązowna) wyłączono Mlądz i włączono go do miasta Otwocka, przez co Mlądz stał się integralną częścią miasta.

## Kultura i religia
W Mlądzu znajduje się:

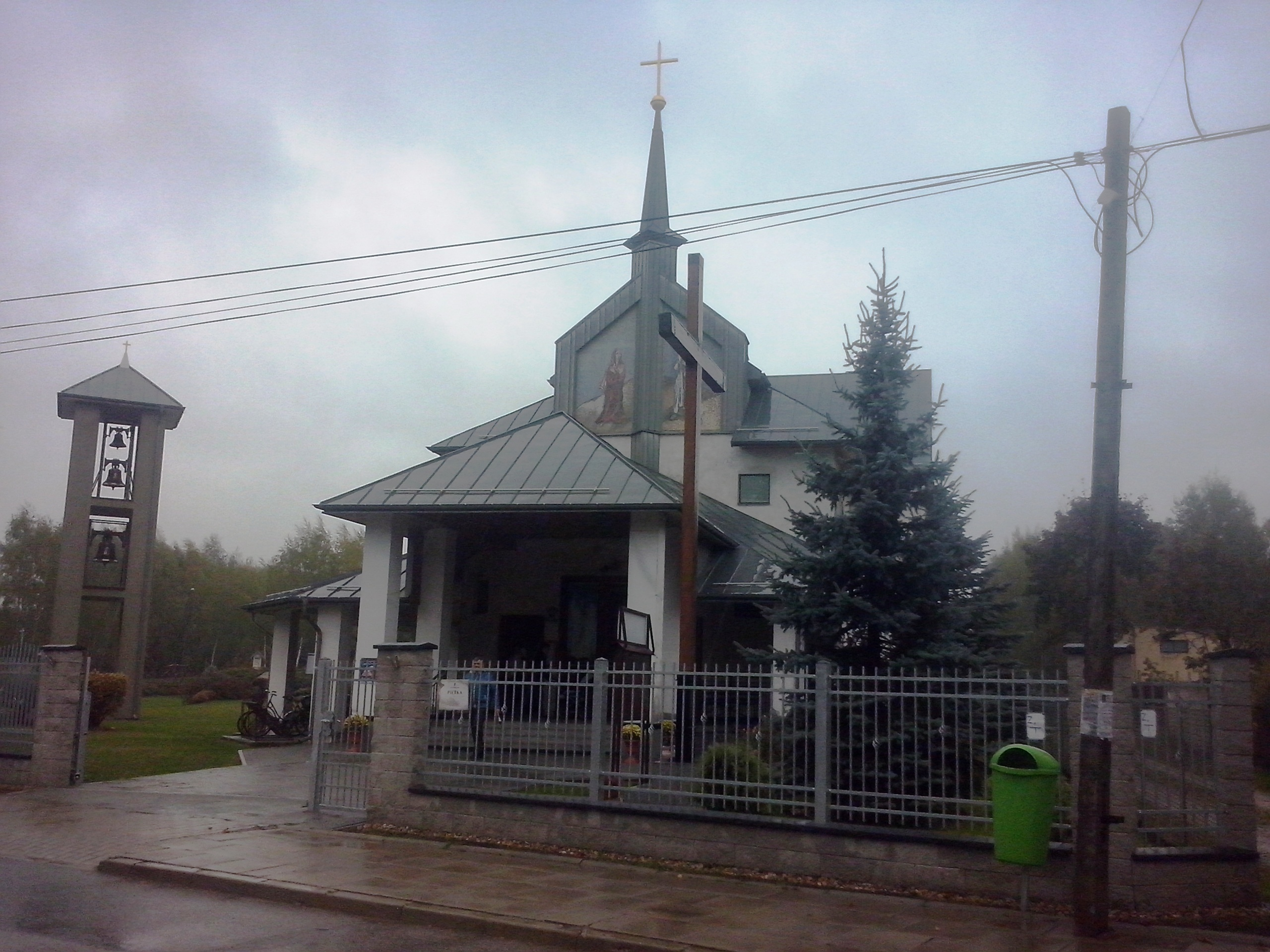
kościół Matki Bożej Nieustającej Pomocy

- Otwockie Centrum Kultury Mlądz, przy którym działa Ludowy Zespół Pieśni i Tańca „Mlądz”, odnoszący znaczne sukcesy na ogólnopolskich festiwalach muzyki ludowej;
- Biblioteka miejska, filia nr 5 w Otwocku;
- Rekonstrukcja chaty regionalnej z końca XIX w.;
- Parafia i kościół pw. Matki Bożej Nieustającej Pomocy z relikwiami Św. Ojca Pio oraz św. Faustyny Kowalskiej.

Przy kościele zbudowanym w latach 90. XX w. przez pierwszego proboszcza ks. Bogdana Stelmacha działają różne organizacje (meeting AA, schola dziecięca itp.).

## Oświata
- szkoła podstawowa nr 7 im. Batalionu „Zośka”,
- Przedszkole nr 20 wraz z zerówką.

## Spis ulic
- Bociania,
- Jabłońska,
- Koralowa,
- Krecia,
- Kręta,
- Laskowa (kościół pw. MB Nieustającej Pomocy),
- Majowa (przedszkole nr 20, Otwockie Centrum Kultury Mlądz),
- Mlądzka,
- Młynarska,
- Mostowa (Szkoła Podstawowa nr 1 www.mladz.edu.pl),
- Ogrodnicza,
- Papuzia,
- Pąkowa,
- Rzeczna,
- Szyszkowa,
- Śliska,
- Zagajnikowa,
- Żabia,
- Żurawia.

## Zabytki
- Przydrożny krzyż z początków XX w.;
- Ruiny fundamentów młyna z XIX w.